# هرمافرودیته خفته
هرمافرودیتهٔ خفته (انگلیسی: Sleeping Hermaphroditus) تندیسی باستانی از هرمافرودیته در ابعاد انسانی است. آفرینندهٔ اثر و زمان خلقش نامعلوم است اما بستر آن را جان لورنتسو برنینی در سال ۱۶۲۰ ساخته است. مجسمه از سنگ مرمر ساخته شده و فرم آن برگرفته از تندیس‌های ونوس و دیگر پیکره‌های برهنهٔ باستانی، و نیز تندیس‌های هلنیستی معاصر آن دوره (به‌طور مشخص فرم زنانه‌ای از پیکر دیونیسوس) است.
هرمافرودیتهٔ خفته در کلیسای سانتا ماریا دلا ویتوریای رم کشف و سال ۱۸۰۷ خریداری و به موزه لوور پاریس منتقل شد و اکنون در آنجا نگهداری می‌شود. نسخه‌های دیگری از هرمافرودیتهٔ خفته نیز بعداً پیدا شد.

## نگارخانه

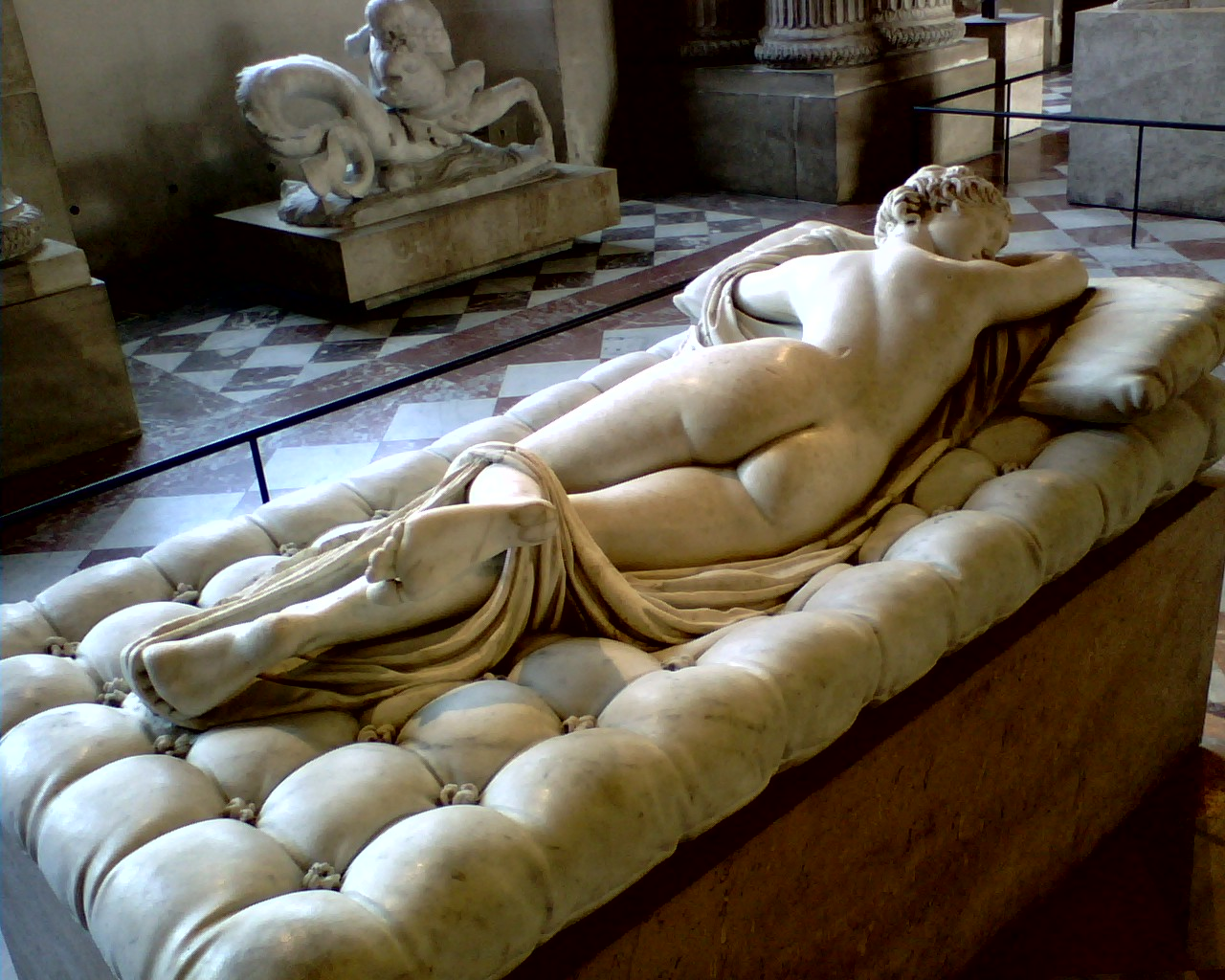
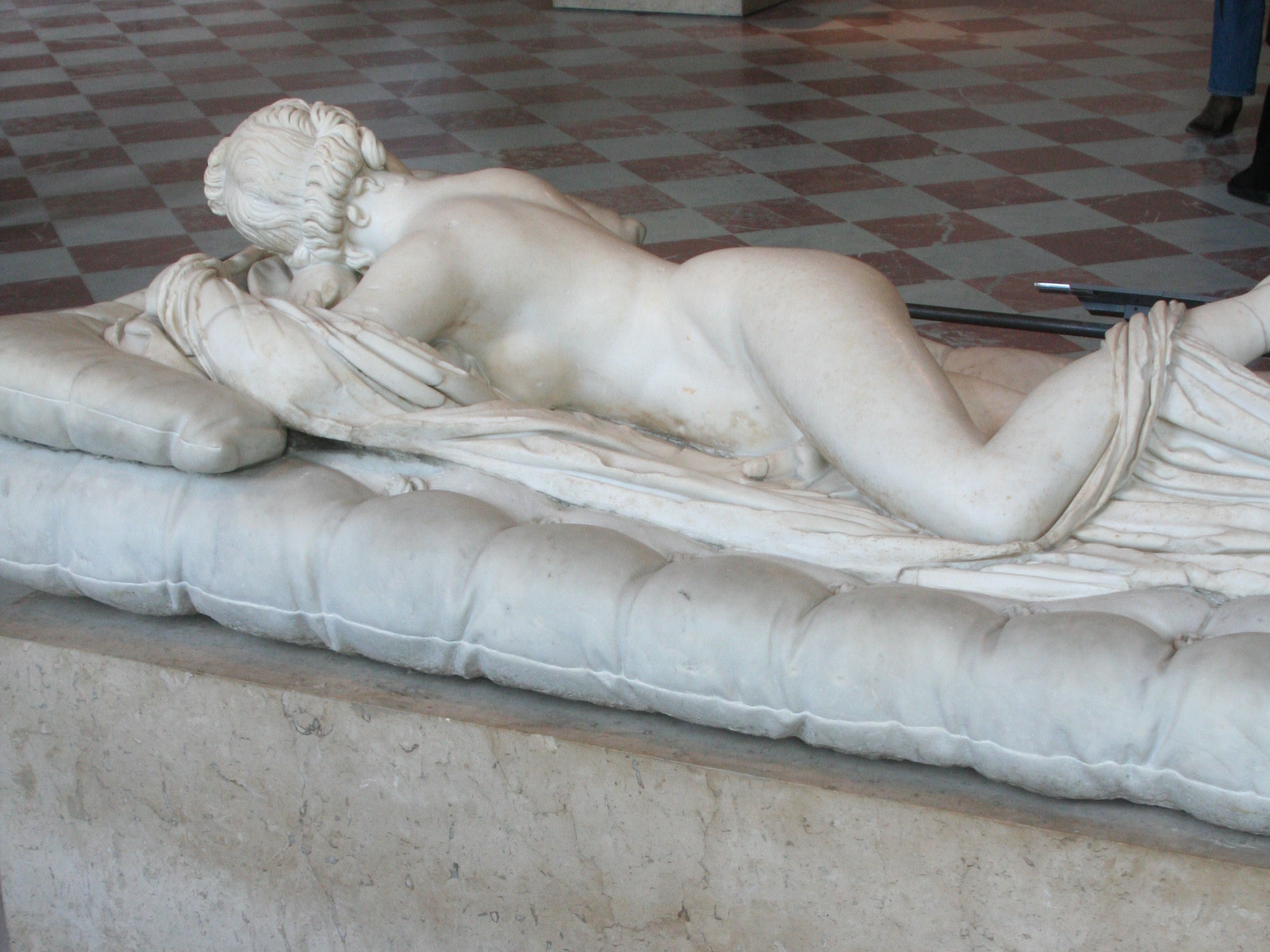
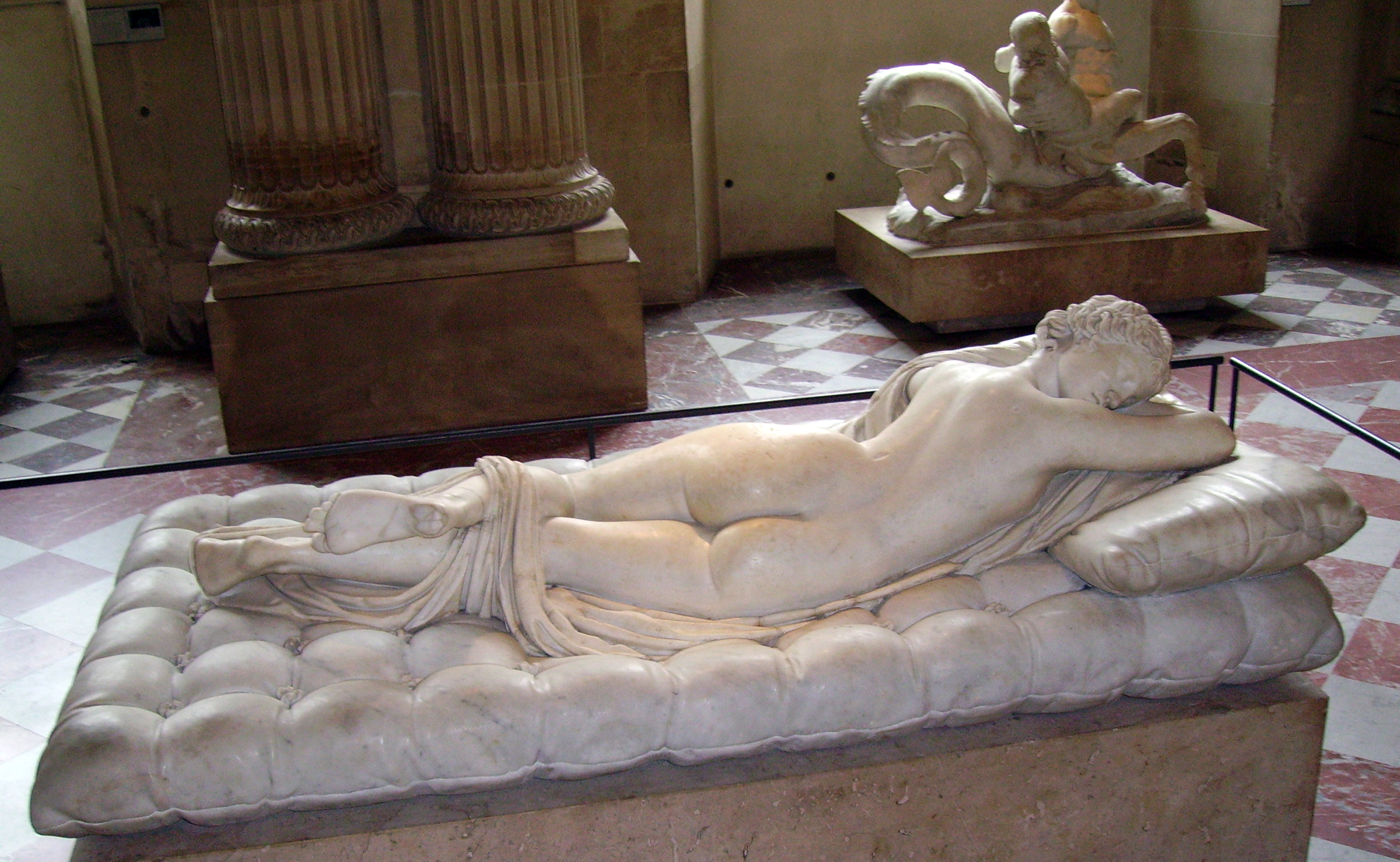
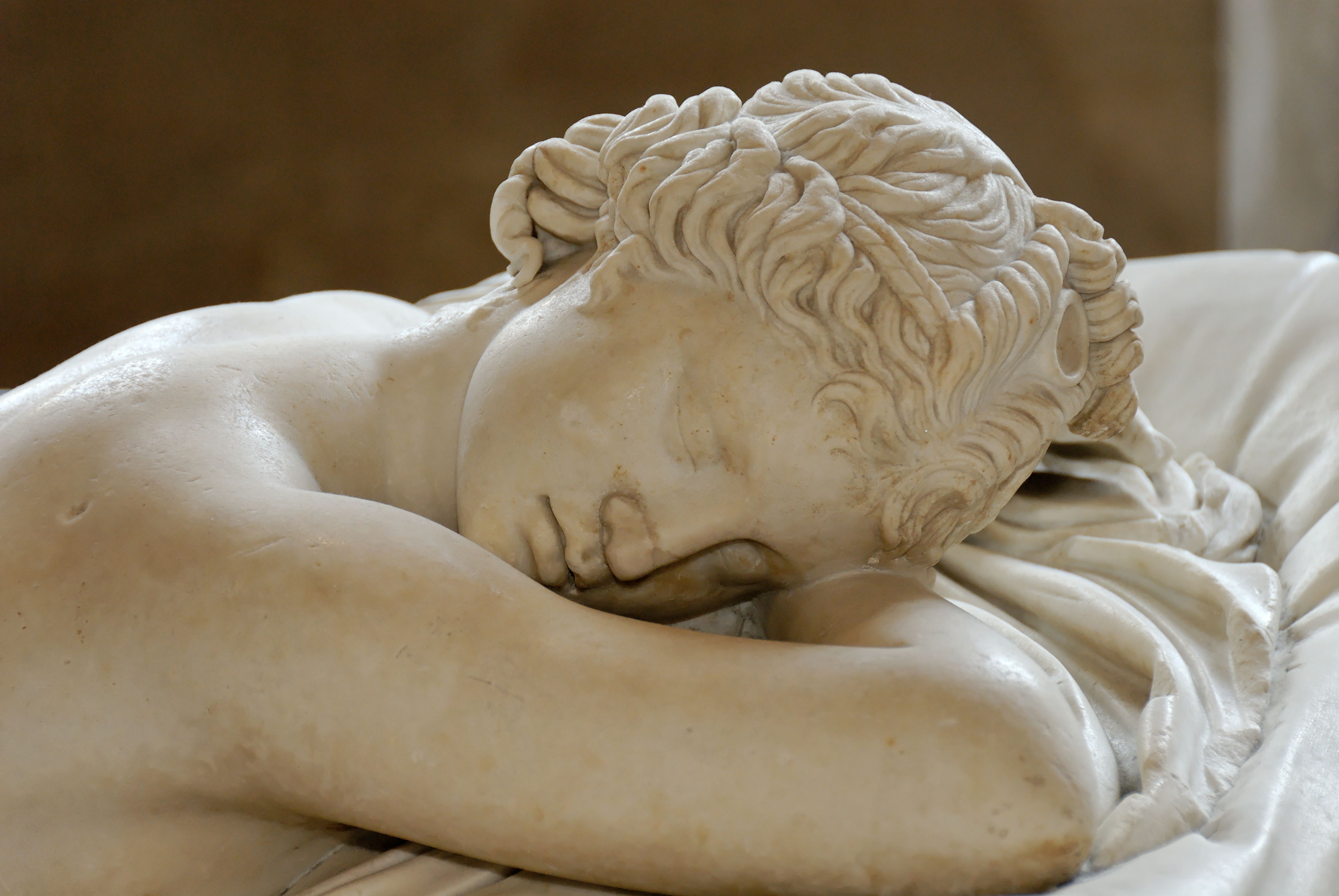
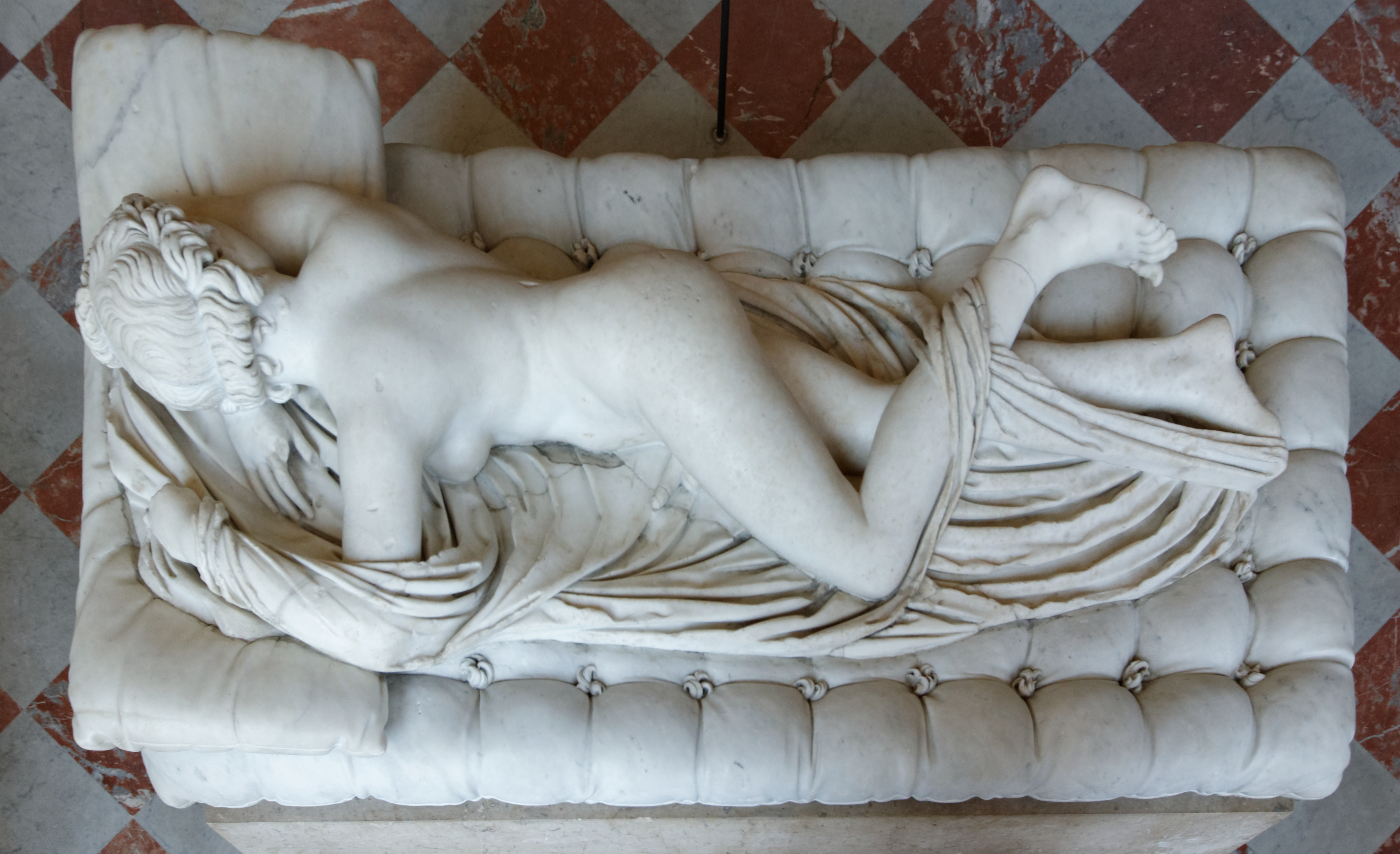